# Non sarai sola
Non sarai sola (You Won't Be Alone) è un film del 2022 diretto da Goran Stolevski.

## Trama
Nella Macedonia del 19º secolo una giovane donna viene rapita in un isolato villaggio di montagna e trasformata successivamente in una strega da un antico spirito.

## Distribuzione
Il film è stato distribuito nelle sale cinematografiche italiane dal 7 luglio 2022.